# Hickmanolobus
Genre
Hickmanolobus est un genre d'araignées aranéomorphes de la famille des Orsolobidae.

## Distribution
Les espèces de ce genre sont endémiques d'Australie.

## Liste des espèces
Selon World Spider Catalog (version 15.5, 1/11/2014) :
- Hickmanolobus ibisca Baehr & Smith, 2008
- Hickmanolobus jojo Baehr & Smith, 2008
- Hickmanolobus linnaei Baehr & Smith, 2008
- Hickmanolobus mollipes (Hickman, 1932)
- Hickmanolobus nimorakiotakisi Baehr, Raven & Hebron, 2011

## Étymologie
Ce genre est nommé en l'honneur de Vernon Victor Hickman.

## Publication originale
- Forster & Platnick, 1985 : A review of the austral spider family Orsolobidae (Arachnida, Araneae), with notes on the superfamily Dysderoidea. Bulletin of the American Museum of Natural History, no 181, p. 1-229 (texte intégral).